# Fautaua diagonalis
Fautaua diagonalis är en fjärilsart som beskrevs av Collenette 1929. Fautaua diagonalis ingår i släktet Fautaua och familjen nattflyn. Inga underarter finns listade i Catalogue of Life.